# Jens Aadal
Jens Aadal (født Jens Jensen 4. april 1849 i Trunderup, død 1. juli 1918) var en dansk politiker. Han var medlem af Folketinget fra 1898 til 1910 og medlem af sognerådet i Kværndrup Kommune fra 1897 til 1903. Han repræsenterede Det forhandlende Venstre i Folketinget.

## Levned
J. Aadal var søn af gårdejer og senere folketings- og landstingsmedlem Jens Jensen i Trunderup ved Kværndrup på Fyn. Han havde oprindeligt samme navn som sin far og blev kaldt Jens Jensen Aadal. Han ændrede officielt sit efternavn til Aadal i 1899.
Aadal gik i privatskole til han var 15 år og hjalp derefter til på sin fars gård. Aadal blev forpagter af gården i 1873 og overtog ejerskabet i 1893. Han solgte gården til en svoger i 1895 og flyttede til et hus i Kværndrup med 1½ fjerdingkar hartkorn.
På et tidspunkt var Aadal elev på Vejstrup Højskole.

## Tillidsposter
Han var aktiv i skyttesagen og blev medlem af forretningsudvalget for Svendborg Amts Skytteforening fra 1895. Fra 1885 til 1897 var han medlem af oversbestyrelsen for De danske Skytteforeninger. Han blev medlem af bestyrelsen for Landbosparekassen paa Fyn i 1900 og dens formand i 1910. I 1905 blev Aadal medlem af fællesrepræsentationen for De danske Sparekasser. Fra 1903 var han bestyrelsesmedlem i De sydfynske Jernbaner, og han blev næstformand for selskabet i 1913.

## Politisk karriere
Aadal opstillede til folketingsvalget i 1895 for Det forhandlende Venstre i Kværndrupkredsen og tabte med 62 stemmers forskel til kredsens siddende folketingsmedlem A. Rosager.
Ved valget i 1895 stillede han op for Det forhandlende Venstre i Bogensekredsen som afløser for den senere kultusminister provst M.C.B. Nielsen, som han overtog kredsens folketingsmandat fra. Herefter sad han sikkert på kredsen indtil han trak sig tilbage ved valget i 1910. I 1909 blev han dog presset af den Radikale Emil Rasmussen som senere blev valgt i Præstøkredsen.
Fra 1897 til 1909 var J. Aadal medlem af sognerådet i Kværndrup Kommune.